# 文周王

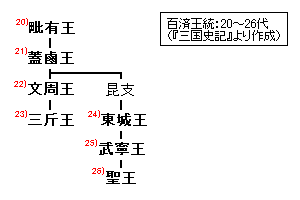
三国史记中的百济世系

文周王（？—477年）百濟第22代國王。475年至477年在位。蓋鹵王之子。《日本書紀》作汶洲王，《三國遺事》作文明王。
蓋鹵王時期，文周官至「上佐平」（百濟的一等官，相當於中國古代的丞相），輔佐朝政。475年，高句麗長壽王侵犯百濟，曾奉命往新羅求救。不久漢江以北為高句麗所佔，蓋鹵王被殺。文周被百濟遺臣擁為國王，建都熊津（今忠清南道公州市）。
文周王即位後，於476年2月修復大豆山城（今忠清北道清州市），以安置自漢江以北逃至境內的百濟人。同年3月向南朝宋朝貢。476年4月，耽羅國來獻貢物，文周王授予其使者「恩率」（三等官）的位階。
文周王在位期間，以解仇為兵官佐平，王叔昆支為內臣佐平，並執朝政。不久昆支病死，解仇專權用事。這引起了文周王的極大不滿，一度壓制解仇。解仇遂於477年9月暗殺文周王。從此以後，百濟王權旁落，直至武寧王即位後王權才得以恢復。
| 前任： 蓋鹵王 | 百濟國王 475年—477年 | 繼任： 三斤王 |